# Regan Poole
Regan Poole (Cardiff, 1998. június 18. –) walesi utánpótlás-válogatott labdarúgó, a Milton Keynes Dons játékosa.

## Pályafutása

### Newport County
Regan Poole a Cardiff City akadémiáján nevelkedett, majd 2014 júniusában csatlakozott a Newport County csapatához. 2014 szeptemberében a Manchester United érdeklődött utána, miközben Poole felkerült a Newport első csapatához. 2014. szeptember 20-án, 16 éves és 94 napos korában mutatkozott be a felnőttek között, egy Shrewsbury Town elleni bajnoki mérkőzésen. Poole lett a legfiatalabb, aki pályára léphetett tétmérkőzésen a Newport County színeiben, megdöntve ezzel Steve Aizlewood 1969-es rekordját. 2015 februárjában a bajnokságban az év fiatal játékosának választották. 2015. májusában a Liverpool csapatával folytatott tárgyalásokat az átigazolásáról.

### Manchester United
2015. szeptember 1-jén végül hivatalossá vált, hogy Poole a Manchester Unitedben folytatja pályafutását. A manchesteriek mindössze 100 000 fontot fizettek érte. Elsősorban az akadémiai csapatnál, illetve az UEFA Ifjúsági Liga sorozatban számítottak a játékára, azonban október 7-én nyilvánosságra került, hogy nem kapott játékengedélyt, ezért nem léphet pályára hivatalos mérkőzésen. 2016. február 1-jén, a Manchester Unitedhez való csatlakozása után öt hónappal kapta csak meg a szükséges papírokat, innentől számíthatott rá új csapata. Aznap az Everton elleni bajnoki 89. percében pályára lépett a tartalékcsapat bajnokiján.
A 2015–2016-os Európa-liga sorozat kieséses szakaszára benevezte őt is a Manchester, február 18-án a dán Midtjylland elleni találkozón pályára is lépett Ander Herrera cseréjeként.

### Northampton Town
2017. július 7-én a harmadosztályú Northampton Town csapatához került kölcsönbe. Itt újra Justin Edinburghgal dolgozhatott együtt, aki három évvel korábban megadta a lehetőséget Poole-nak a Newport Countyban. Szeptember 4-én Jimmy Floyd Hasselbaink lett a vezetőedző, de ő is alapemberként számított Poole játékára a csapat középpályájának közepén.